# Michel Braud
Michel Braud, né en 1959, est un professeur et théoricien de la littérature français.

## Biographie
Diplômé en Lettres modernes, il obtient son doctorat à l'Université de Nantes en 1990 avec la thèse La tentation du suicide dans les écrits autobiographiques, de 1930 à 1970, sous la direction de Michel Mercier.
Il est successivement maître de conférences à l'Université Bordeaux-Montaigne (1994), puis professeur de langue et littérature françaises à l'Université de Pau (2006), où il est directeur-adjoint du Collège SSH (ex-facultés de Droit et Lettres réunies) de 2018 à 2022[source insuffisante] .
Il est chercheur en théorie du langage littéraire, théorie et analyse du texte narratif, texte poétique, la théorie de la traduction, avec une attention particulière au journal intime et littéraire et l'analyse transdiscorsive de la littérature et d'autres discours.

### La tentation du suicide
Thèse de doctorat, La tentation du suicide se demande pour celui qui se penche sur son existence, à l'extrême de l'imaginable. Sa vie, qu'il accompagne de notes quotidiennes, avec son journal intime, ou qu'il essaie rétrospectivement de saisir dans son unité, par l'autobiographie, bute sur ce désir de disparaître. L'œuvre s'intéresse aux mutations historiques, idéologiques et culturelles, et en particulier des circonstances historiques et des inquiétudes existentialistes.

### Récit sans fin
En 2016 sous la direction de Michel Braud apparaît Le Récit sans fin : Poétique du récit non clos, un livre collectif issu d’un séminaire du Centre de recherches poétiques, histoire littéraire et linguistique (CRPHLL) où d’autres modèles narratifs sont scrutés dans lesquels il n’y a ni action ni conclusion. Ces types d’histoires racontent des événements comme s’ils étaient infinis, donnant l’impression qu’ils pourraient continuer indéfiniment. Bref, des histoires qui ne tendent pas vers une fin mais s’attachent à transcrire le temps qui passe .

## Œuvres

### Publications
- La tentation du suicide dans les écrits autobiographiques : 1930-1970. Paris, P.U.F., 1992[7]
- Introduction à l'analyse des textes littéraires français du XXe siècle (en collaboration). Cracovie, Institut de Philologie Romane de l'Université Jagellonne, coll. "Romanica cracoviensia", 1999.
- La forme des jours. Pour une poétique du Journal personnel. Seuil, collection "Poétique", 2006[8].
- Le Récit sans fin. Poétique du récit non clos. Paris, Garnier, collection Classiques Garnier, 2016.
- Le journal littéraire dans les contextes français et hispanique. Braud, M.; Luque Amo, A. (ed.). Presses Universitaires de Pau et des Pays de l'Adour: Pau, 2024.

### Éditions
- La Revue des lettres modernes, Jacques Borel, l’imagination autobiographique, textes réunis et présentés par Michel Braud et Joëlle de Sermet, Minard, 2000[9]
- Adèle, Adèle et Léontine. Journaux de jeunes filles protestantes à la fin du XIXe siècle [textes établis, annotés et présentés par Michel Braud et Hélène Charpentier]. Cairn, 2009.
- Journaux intimes. De Madame de Staël à Pierre Loti [textes choisis, présentés et annotés par Michel Braud]. Gallimard, Folio classique, 2012[10]
- Journal de Paule Régnier [choix et présentation des extraits et de l’iconographie ; texte établi avec la collaboration d’Hélène Braud-Kretz], sur le site Ecrisoi, Université de Rouen (mise en ligne le 15 mars 2022) : https://ecrisoi.univ-rouen.fr/ego-corpus/journal-de-paule-regnier.
- Paule Régnier, Journal 1947-1950 (texte intégral) [présentation et annotation ; texte établi avec la collaboration d’Hélène Braud-Kretz]. Les Moments littéraires, n° 48, 2e semestre 2022, p. 83-118.

### Articles
- « El diario personal en Francia a principios del siglo XXI : inflexiones de un género literario », Signa, n° 29 (2020), p. 21-35. DOI : 10.5944/signa.vol29.2020.27161.
- « El establecimiento del diario personal en el sistema literario: el diario literario en Francia y en España », Braud, M.; Luque Amo, A. Revista de Literatura, 2020, julio-diciembre, vol. LXXXII, num. 164, p. 347-373. doi.org/10.3989/revliteratura.2020.02.013[11].
- « L’auteur du journal intime », Theory now : journal of literature, critique and thought, vol. 4 n° 1, enero-junio 2021. http://dx.doi.org/10.30827/TNJ.v4i1.16870.
- « Formes et enjeux du journal dans l’œuvre de Paul-Jean Toulet » , dans Sandrine Bédouret-Larraburu, Isabelle Chol et Jérôme Hennebert (dir.), Paul-Jean Toulet, les « prismes » de l’écriture. PUPPA, 2021, p. 189-206.
- « Journal intime et journal en ligne : éléments d’une poétique contrastive » , dans Michel Braud, Sabine Forero Mendoza et Nadia Mekouar-Hertzberg (dir.), Figures et frontières de l’intime à l’époque contemporaine. PUR, coll. « La Licorne », 2023, p. 153-163.